# 沙基惨案烈士墓
沙基惨案烈士墓，又沙基死難烈士墳場，是一個收容沙基慘案死難者的墓地。原位於廣東省城城外東沙馬路大寶崗，即現廣州市越秀區先烈南路鄧蔭南墓側，後遷往天河区银河革命公墓内。

## 歷史
1925年6月23日，为抗议五卅惨案，省港罢工工人、广州民众及黄埔军校学生举行示威游行。当游行队伍到达沙基时，英法军队向游行队伍开枪射击，导致50多人死亡，170多人重伤。此事件称作沙基惨案。墓地原建于1925年（民国十四年），在东沙马路大宝岗邓荫南墓侧，1957年3月30日迁往银河公墓。1993年8月，新址被列入广州市第四批市级文物保护单位。
沙基惨案烈士墓墓碑为花岗岩砌成，高2.02米，宽0.75米，中间刻有“一九二五年‘六·二三’沙基惨案烈士之墓”及47位烈士姓名，下方刻有广州市文物保护单位标志。